# Rocinela juvenalis
Rocinela juvenalis är en kräftdjursart som beskrevs av Menzies och George 1972. Rocinela juvenalis ingår i släktet Rocinela och familjen Aegidae. Inga underarter finns listade i Catalogue of Life.